# Кашине (Ђенова)
Кашине (итал. Cascine) је насеље у Италији у округу Ђенова, региону Лигурија.
Према процени из 2011. у насељу је живело 104 становника. Насеље се налази на надморској висини од 257 м.